# Lilliana Ketchman
Lilliana Belle Ketchman,  művésznevén Lilly K (Fayetteville, 2008. június 23. –) amerikai táncosnő, youtuber és modell. A Dance Moms hatodik évadtól kezdődő szerepléséről és YouTube-videóiról ismert.

## Fiatalkora
Lilliana Ketchman 2008. június 23-án született az észak-karolinai Fayetteville-ben, Stacey és Christopher Ketchman gyermekeként, és van egy bátyja, Caden. Édesanyja pszichológus és táncos, míg édesapja zongoraművész és pszichológus. Családja az észak-karolinai Fayetteville-ből származik, ahol a Campaneria balettiskolába járt. Ketchman kétévesen kezdett táncolni, és négyévesen kezdett el versenyezni.

## Karrier

### Youtube
2015-ben Ketchman elindította YouTube-csatornáját, amely videóit tartalmazza a versenyeiről, táncprogramjairól, főzéséről, divat- és szépségtippeiről, játékairól és sok csínytevéséről. Csatornájának több mint hárommillió feliratkozója és 288 millió megtekintése van. Lee Miller a közösségi médiában való jelenléte révén szerzett tudomást Ketchmanről.

### Dance Moms
Amikor 2015-ben részt vett egy New York-i fotózáson, valaki azt javasolta, hogy szerepeljen a Dance Momsban Abby Lee Millerrel; Ketchman anyja azonban Miller hírneve miatt elhalasztotta a meghallgatás gondolatát. Miután Miller követni kezdte Ketchmant a közösségi médiában, Ketchmant megkérték, hogy küldjön videókat a táncáról. Hétévesen csatlakozott a Dance Moms hatodik évadához az Abby Lee Dance Company (ALDC) minicsapat tagjaként. Ketchman első szólója a "Step by Step" volt, amely az első helyen végzett. 2017-ben csatlakozott az ALDC Elite csapatához. Ketchman első helyezést ért el a junior osztályban az országos versenyen. A hetedik évadban Ketchman első helyezést ért el a washingtoni Spokane- ben, az ALDC-vel.
Az egyetlen csapattag, aki visszatért a nyolcadik évadhoz, Ketchman megnyerte a 14. hét összesített versenyét a "Black Widow" című szólójával.  A 16. héten bemutatott "Straight Up" című szólójában a teljes gyakorlatot kényszerzubbonyban hajtotta végre, így tökéletes 300 pontot ért el, és első lett. Az országos verseny során Ketchman második lett a junior divízióban, és a negyedik helyen végzett az Inside Out szólójával.

### Zene
Ketchman számos zenei videóban szerepelt olyan előadóknak, mint Bianca Ryan, Sia, és a Dance Moms öregdiákja, JoJo Siwa. Sia "Move Your Body" című klipjében Ketchman fiatal Siát ábrázoló alakítása kritikai elismerést kapott. Slate elmondta, hogy az ő mozdulatai miatt „olyan szórakoztató volt nézni a videoklipet”. 2020 novemberében Ketchman és édesanyja saját kislemezét és videoklipjét, az "Underneath"-et mutatta be.

### A JoJo Siwa-vita
JoJo Siwa Nonstop című dalához készült videójában a gyerekek cirkuszi állatokat ábrázoltak. Ketchmant majomnak találták ki, ami széles körben elterjedt vitákhoz vezetett a „fekete arc” használatával kapcsolatban, amit Siwa tagadott.

## Fordítás
Ez a szócikk részben vagy egészben  a   Lilliana Ketchman című angol Wikipédia-szócikk fordításán alapul.  Az eredeti cikk szerkesztőit annak laptörténete sorolja fel. Ez a jelzés csupán a megfogalmazás eredetét és a szerzői jogokat jelzi, nem szolgál a cikkben szereplő információk forrásmegjelöléseként.